# António Verdial de Silva Ferreira
António Verdial de Silva Ferreira (* 30. Juni 1968 in Ainaro, Portugiesisch-Timor) ist ein osttimoresischer Politiker. Er ist Mitglied der Kmanek Haburas Unidade Nasional Timor Oan (KHUNTO).
Bei den Parlamentswahlen 2023 trat Ferreira auf Platz 3 der Wahlliste der KHUNTO an und gewann einen Sitz im Parlament. Im 6. Nationalparlament Osttimors ist er Mitglied des Ausschusses für Gesundheit, soziale Sicherheit und Gleichstellung der Geschlechter (Kommission F).